# Melipona amazonica
Melipona amazonica är en biart som beskrevs av Schulz 1905. Melipona amazonica ingår i släktet Melipona och familjen långtungebin. Inga underarter finns listade i Catalogue of Life.